# Ich & du
Ich & du is een nummer van het Duitse dj-duo Gestört aber GeiL uit 2015, ingezongen door de eveneens Duitse zanger Sebastian Hämer. Het is de tweede single van het titelloze debuutalbum van Gestört aber GeiL.
"Ich & du" is een housenummer dat gaat over de relatie tussen een jongen en het meisje op wie hij verliefd is. Het nummer werd een kleine hit in Duitsland en Oostenrijk. In Duitsland bereikte het de 21e positie, en in Oostenrijk de 38e.

## Tracklijst
Muziekdownload
1. "Ich & du" - 3:36
2. "Ich & du" (extended mix) - 5:15
3. "Ich & du" (SPYZR remix) - 4:23
4. "Ich & du" (SPYZR Dub remix) - 4:23